# Фаак-ам-Зеє
Фаак-ам-Зеє (нім. Faak am See) — село та місцевість у муніципалітеті Фінкенштайн-ам-Факер-Зеє в Каринтії на півдні Австрії. Населення становить 1080 жителів (станом на 2022 рік) .

## Географія
Фаак-ам-Зеє лежить на західному березі озера Фаак на висоті 566 над рівнем моря.

## Події
З 1998 року поблизу села проходить мотозустріч European Bike Week.